# ویتمور ویلیج (هاوایی)
ویتمور ویلیج (به انگلیسی: Whitmore Village) یک منطقهٔ مسکونی در ایالات متحده آمریکا است که در هونولولو واقع شده‌است. ویتمور ویلیج ۲٫۴ کیلومتر مربع مساحت و ۴٬۴۹۹ نفر جمعیت دارد و ۳۰۵ متر بالاتر از سطح دریا واقع شده‌است.